# Haus Ryder

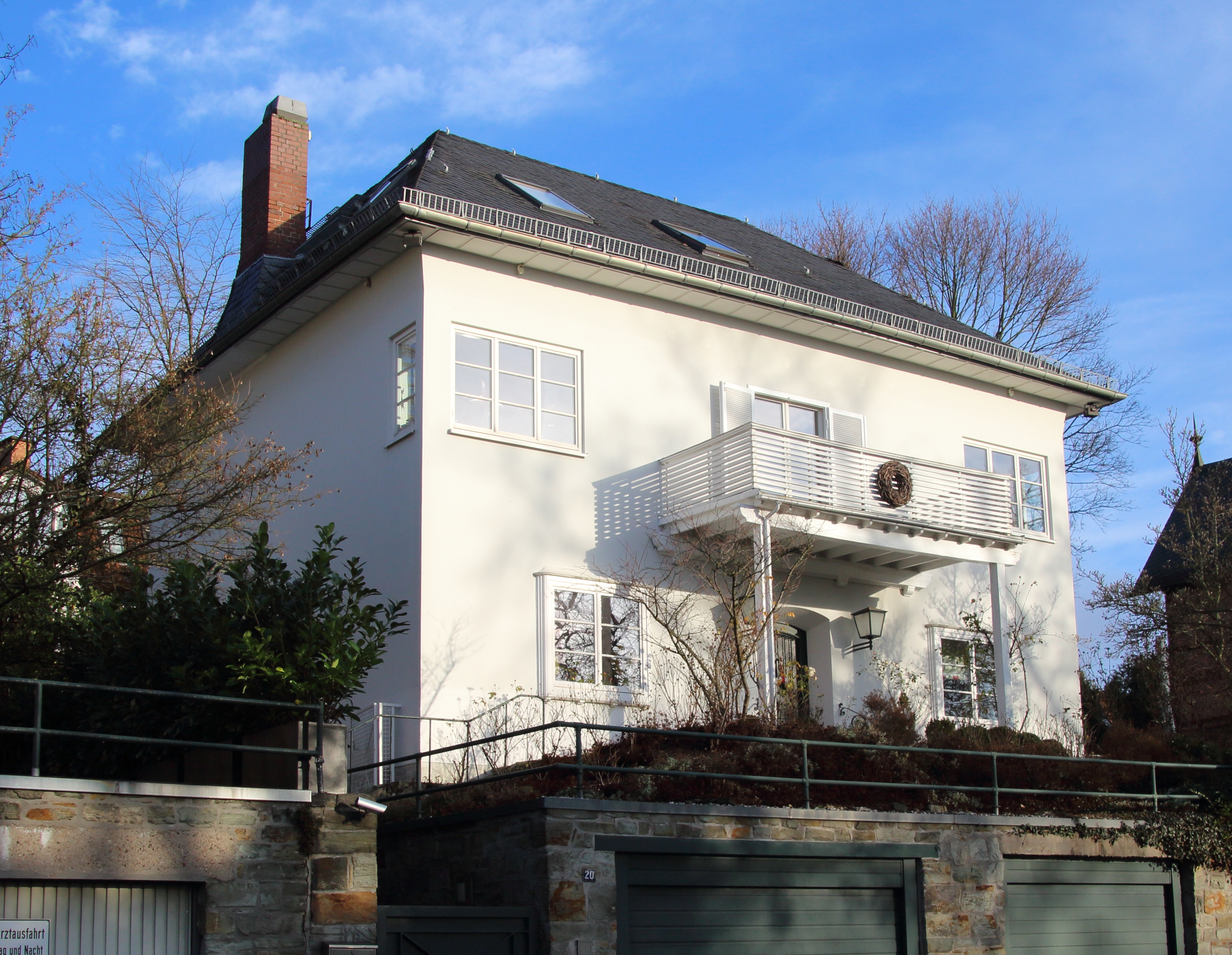
Haus Ryder in Wiesbaden

Haus Ryder ist ein Einfamilienhaus in Wiesbaden, dessen Bau von Ludwig Mies van der Rohe 1923 geplant und von seinem Freund und Kollegen Gerhard Severain (1878–1959) ausgeführt wurde. Haus Ryder gilt als erster Bau Mies van der Rohes in einer neuen modernen Formensprache, dem sogenannten rationalen internationalen Stil.

## Geschichte
Infolge der Inflation nach dem Ersten Weltkrieg hatten ausländische Währungen in Deutschland eine enorme Zahlungskraft, was die Engländerin Ada Ryder 1923 dazu bewog, sich von Mies’ Jugendfreund, dem Architekten Gerhard Severain, der seit 1921 in Wiesbaden lebte, ein Einfamilienhaus als Investitionsobjekt bauen zu lassen. Das Haus sollte für eine Familie mit zwei bis drei Kindern und einer Hausangestellten sein. Ein Baugrundstück wurde in der Straße „Schöne Aussicht“, einer Villengegend oberhalb des Wiesbadener Kurparks, gefunden.
Mies selbst lebte zu dieser Zeit in Berlin, als er von Severain gebeten wurde, ihm bei der Planung des Ryder-Hauses behilflich zu sein. Aus einem ausführlichen, im Mies-van-der-Rohe-Archiv des Museum of Modern Art in New York dokumentierten Briefwechsel geht hervor, dass Mies tatsächlich die Pläne für das Haus lieferte, während Severain mit der Bauleitung vor Ort betraut war. Die Baukosten wurden von Mies auf 50 Millionen Mark geschätzt. Bereits am 11. Mai 1923 konnte das Baugesuch eingereicht werden. Mies plante hier sein erstes Haus mit einem leicht geneigten Flachdach. Dass dieses in Wiesbaden inmitten einer vom Historismus geprägten Villengegend genehmigt wurde, war wahrscheinlich eine Folge der Inflationszeit, in der man für jede Bautätigkeit dankbar war. In der kommenden Zeit musste Severain Mies immer wieder drängen, Detailzeichnungen für den Bau zu liefern, die dann teilweise auch von Mies’ Mitarbeiter Carl Gottfried  ausgeführt wurden.
Im September 1923 geriet Ada Ryder wohl zunehmend in Zahlungsschwierigkeiten, so dass versucht wurde, eine Hypothek aufzunehmen, um die Baukosten zahlen zu können. Als weiteres Problem erwies sich die Umstellung auf die Rentenmark im November 1923, wodurch das ausländische Geld an Zahlungskraft verlor. Im Januar 1924 forderte Severain Ada Ryder auf, die Restsumme, 2551 Rentenmark, für das im Rohbau befindliche Haus erst an- und schließlich ganz zu zahlen. Ada Ryder verweigerte die Zahlung und berief sich auf Baufehler sowie mangelnde Erfahrung Severains. Um einer gerichtlichen Auseinandersetzung aus dem Weg zu gehen, empfahl Mies den Verzicht auf die Restsumme.
1925 und 1926 wurde das Haus als unbewohnt im Adressbuch geführt und schließlich 1927 von Ada Ryder an den Lebensmittelfabrikanten August Zobus verkauft, der ab 1928 als Eigentümer des Hauses genannt wurde.

## Beschreibung
Geplant und ausgeführt wurde Haus Ryder als zweigeschossiger, verputzter Kubus mit flach geneigtem Dach. Die Fenster des ersten Obergeschosses wurden an die Ecken gerückt. Der fast quadratische Grundriss des Hauses orientiert sich stark an Mies’ Erstlingswerk von 1907, dem noch im bürgerlichen Landhausstil entworfenen Haus Riehl in Neubabelsberg: Im Zentrum des Erdgeschosses befindet sich eine Wohndiele, an die vier offene Räume anschließen (Salon/Bibliothek, Essbereich, Arbeitszimmer und geschlossene Veranda). Das von der Wohndiele ausgehende Treppenhaus war zunächst offen geplant, musste jedoch auf Wunsch von Ada Ryder von der Wohndiele separiert werden, damit die Hausangestellten ohne zu stören durch die Hintertür nach oben gelangen konnten. Das Obergeschoss umfasst vier Zimmer und ein Bad. Die starken baulichen Veränderungen, die das Haus erfahren hat, stammen zum Teil aus den 1960er Jahren, das Walmdach wurde in den 1980er Jahren hinzugefügt.